# Lijst van planetoïden 105001-105100
Dit is een lijst van planetoïden 105001-105100 in volgorde van catalogusnummer van het Minor Planet Center. Voor de volledige lijst zie de lijst van planetoïden.
| Naam     | Voorlopige naamgeving | Datum ontdekking | Locatie ontdekking | Ontdekker    |
| -------- | --------------------- | ---------------- | ------------------ | ------------ |
| 105001 - | 2000 KH5              | 28 mei 2000      | Socorro            | LINEAR       |
| 105002 - | 2000 KN5              | 28 mei 2000      | Socorro            | LINEAR       |
| 105003 - | 2000 KX5              | 27 mei 2000      | Socorro            | LINEAR       |
| 105004 - | 2000 KZ5              | 27 mei 2000      | Socorro            | LINEAR       |
| 105005 - | 2000 KR6              | 27 mei 2000      | Socorro            | LINEAR       |
| 105006 - | 2000 KP10             | 28 mei 2000      | Socorro            | LINEAR       |
| 105007 - | 2000 KR10             | 28 mei 2000      | Socorro            | LINEAR       |
| 105008 - | 2000 KZ10             | 28 mei 2000      | Socorro            | LINEAR       |
| 105009 - | 2000 KA12             | 28 mei 2000      | Socorro            | LINEAR       |
| 105010 - | 2000 KN12             | 28 mei 2000      | Socorro            | LINEAR       |
| 105011 - | 2000 KW12             | 28 mei 2000      | Socorro            | LINEAR       |
| 105012 - | 2000 KG13             | 28 mei 2000      | Socorro            | LINEAR       |
| 105013 - | 2000 KH13             | 28 mei 2000      | Socorro            | LINEAR       |
| 105014 - | 2000 KK13             | 28 mei 2000      | Socorro            | LINEAR       |
| 105015 - | 2000 KL13             | 28 mei 2000      | Socorro            | LINEAR       |
| 105016 - | 2000 KM13             | 28 mei 2000      | Socorro            | LINEAR       |
| 105017 - | 2000 KT13             | 28 mei 2000      | Socorro            | LINEAR       |
| 105018 - | 2000 KU15             | 28 mei 2000      | Socorro            | LINEAR       |
| 105019 - | 2000 KK16             | 28 mei 2000      | Socorro            | LINEAR       |
| 105020 - | 2000 KD17             | 28 mei 2000      | Socorro            | LINEAR       |
| 105021 - | 2000 KR21             | 28 mei 2000      | Socorro            | LINEAR       |
| 105022 - | 2000 KQ29             | 28 mei 2000      | Socorro            | LINEAR       |
| 105023 - | 2000 KD30             | 28 mei 2000      | Socorro            | LINEAR       |
| 105024 - | 2000 KH30             | 28 mei 2000      | Socorro            | LINEAR       |
| 105025 - | 2000 KS30             | 28 mei 2000      | Socorro            | LINEAR       |
| 105026 - | 2000 KX30             | 28 mei 2000      | Socorro            | LINEAR       |
| 105027 - | 2000 KT31             | 28 mei 2000      | Socorro            | LINEAR       |
| 105028 - | 2000 KM32             | 28 mei 2000      | Socorro            | LINEAR       |
| 105029 - | 2000 KG33             | 28 mei 2000      | Socorro            | LINEAR       |
| 105030 - | 2000 KB35             | 27 mei 2000      | Socorro            | LINEAR       |
| 105031 - | 2000 KE35             | 27 mei 2000      | Socorro            | LINEAR       |
| 105032 - | 2000 KJ36             | 27 mei 2000      | Socorro            | LINEAR       |
| 105033 - | 2000 KU36             | 28 mei 2000      | Socorro            | LINEAR       |
| 105034 - | 2000 KF37             | 24 mei 2000      | Kitt Peak          | Spacewatch   |
| 105035 - | 2000 KD38             | 24 mei 2000      | Kitt Peak          | Spacewatch   |
| 105036 - | 2000 KM39             | 24 mei 2000      | Kitt Peak          | Spacewatch   |
| 105037 - | 2000 KS39             | 24 mei 2000      | Kitt Peak          | Spacewatch   |
| 105038 - | 2000 KG40             | 26 mei 2000      | Kitt Peak          | Spacewatch   |
| 105039 - | 2000 KN40             | 30 mei 2000      | Kitt Peak          | Spacewatch   |
| 105040 - | 2000 KA41             | 27 mei 2000      | Socorro            | LINEAR       |
| 105041 - | 2000 KO41             | 27 mei 2000      | Socorro            | LINEAR       |
| 105042 - | 2000 KB42             | 27 mei 2000      | Socorro            | LINEAR       |
| 105043 - | 2000 KH42             | 28 mei 2000      | Socorro            | LINEAR       |
| 105044 - | 2000 KM42             | 28 mei 2000      | Socorro            | LINEAR       |
| 105045 - | 2000 KH48             | 27 mei 2000      | Socorro            | LINEAR       |
| 105046 - | 2000 KP48             | 27 mei 2000      | Socorro            | LINEAR       |
| 105047 - | 2000 KG52             | 23 mei 2000      | Anderson Mesa      | LONEOS       |
| 105048 - | 2000 KN52             | 24 mei 2000      | Anderson Mesa      | LONEOS       |
| 105049 - | 2000 KB53             | 31 mei 2000      | Kitt Peak          | Spacewatch   |
| 105050 - | 2000 KV53             | 27 mei 2000      | Anderson Mesa      | LONEOS       |
| 105051 - | 2000 KW53             | 27 mei 2000      | Anderson Mesa      | LONEOS       |
| 105052 - | 2000 KD54             | 27 mei 2000      | Anderson Mesa      | LONEOS       |
| 105053 - | 2000 KF54             | 27 mei 2000      | Anderson Mesa      | LONEOS       |
| 105054 - | 2000 KV55             | 27 mei 2000      | Socorro            | LINEAR       |
| 105055 - | 2000 KR57             | 24 mei 2000      | Anderson Mesa      | LONEOS       |
| 105056 - | 2000 KR58             | 24 mei 2000      | Anderson Mesa      | LONEOS       |
| 105057 - | 2000 KX60             | 25 mei 2000      | Anderson Mesa      | LONEOS       |
| 105058 - | 2000 KH61             | 25 mei 2000      | Anderson Mesa      | LONEOS       |
| 105059 - | 2000 KN61             | 25 mei 2000      | Anderson Mesa      | LONEOS       |
| 105060 - | 2000 KT61             | 25 mei 2000      | Anderson Mesa      | LONEOS       |
| 105061 - | 2000 KB62             | 26 mei 2000      | Anderson Mesa      | LONEOS       |
| 105062 - | 2000 KE62             | 26 mei 2000      | Anderson Mesa      | LONEOS       |
| 105063 - | 2000 KZ62             | 26 mei 2000      | Anderson Mesa      | LONEOS       |
| 105064 - | 2000 KH63             | 26 mei 2000      | Anderson Mesa      | LONEOS       |
| 105065 - | 2000 KO63             | 26 mei 2000      | Anderson Mesa      | LONEOS       |
| 105066 - | 2000 KW63             | 26 mei 2000      | Anderson Mesa      | LONEOS       |
| 105067 - | 2000 KA66             | 27 mei 2000      | Anderson Mesa      | LONEOS       |
| 105068 - | 2000 KD66             | 27 mei 2000      | Anderson Mesa      | LONEOS       |
| 105069 - | 2000 KQ66             | 28 mei 2000      | Anderson Mesa      | LONEOS       |
| 105070 - | 2000 KV66             | 23 mei 2000      | Anderson Mesa      | LONEOS       |
| 105071 - | 2000 KX66             | 30 mei 2000      | Anderson Mesa      | LONEOS       |
| 105072 - | 2000 KY66             | 31 mei 2000      | Anderson Mesa      | LONEOS       |
| 105073 - | 2000 KY67             | 30 mei 2000      | Kitt Peak          | Spacewatch   |
| 105074 - | 2000 KB68             | 30 mei 2000      | Socorro            | LINEAR       |
| 105075 - | 2000 KS69             | 29 mei 2000      | Kitt Peak          | Spacewatch   |
| 105076 - | 2000 KF70             | 28 mei 2000      | Socorro            | LINEAR       |
| 105077 - | 2000 KT70             | 28 mei 2000      | Kitt Peak          | Spacewatch   |
| 105078 - | 2000 KD71             | 28 mei 2000      | Socorro            | LINEAR       |
| 105079 - | 2000 KV73             | 27 mei 2000      | Socorro            | LINEAR       |
| 105080 - | 2000 KB74             | 27 mei 2000      | Socorro            | LINEAR       |
| 105081 - | 2000 KF74             | 27 mei 2000      | Socorro            | LINEAR       |
| 105082 - | 2000 KC75             | 27 mei 2000      | Socorro            | LINEAR       |
| 105083 - | 2000 KF75             | 27 mei 2000      | Socorro            | LINEAR       |
| 105084 - | 2000 KC76             | 27 mei 2000      | Anderson Mesa      | LONEOS       |
| 105085 - | 2000 KH78             | 27 mei 2000      | Socorro            | LINEAR       |
| 105086 - | 2000 KR78             | 27 mei 2000      | Socorro            | LINEAR       |
| 105087 - | 2000 KB79             | 27 mei 2000      | Socorro            | LINEAR       |
| 105088 - | 2000 KO81             | 25 mei 2000      | Anderson Mesa      | LONEOS       |
| 105089 - | 2000 KY81             | 24 mei 2000      | Anderson Mesa      | LONEOS       |
| 105090 - | 2000 KW82             | 26 mei 2000      | Anderson Mesa      | LONEOS       |
| 105091 - | 2000 LO               | 2 juni 2000      | Reedy Creek        | J. Broughton |
| 105092 - | 2000 LC1              | 1 juni 2000      | Črni Vrh           | Črni Vrh     |
| 105093 - | 2000 LE1              | 1 juni 2000      | Črni Vrh           | Črni Vrh     |
| 105094 - | 2000 LK1              | 1 juni 2000      | Bergisch Gladbach  | W. Bickel    |
| 105095 - | 2000 LQ1              | 1 juni 2000      | Bergisch Gladbach  | W. Bickel    |
| 105096 - | 2000 LY2              | 4 juni 2000      | Socorro            | LINEAR       |
| 105097 - | 2000 LL3              | 4 juni 2000      | Socorro            | LINEAR       |
| 105098 - | 2000 LA6              | 4 juni 2000      | Kitt Peak          | Spacewatch   |
| 105099 - | 2000 LC7              | 5 juni 2000      | Kitt Peak          | Spacewatch   |
| 105100 - | 2000 LD9              | 5 juni 2000      | Socorro            | LINEAR       |